# لاري تورنر
لاري تورنر (بالإنجليزية: Larry Turner)‏ هو سياسي أمريكي، ولد في 16 يناير 1939، وتوفي في 27 نوفمبر 2009. حزبياً، نشط في الحزب الديمقراطي. وقد انتخب عضو مجلس نواب تينيسي.